# Valériya Salamatina
Valériya Alexándrovna Salamatina –en ruso, Валерия Александровна Саламатина– (Cheliábinsk, 19 de septiembre de 1998) es una deportista rusa que compite en natación, especialista en el estilo libre.
Ganó dos medallas de plata en el Campeonato Europeo de Natación de 2018, en las pruebas de 4 × 200 m libre y 4 × 200 m libre mixto. Participó en los Juegos Olímpicos de Tokio 2020, ocupando el quinto lugar en la prueba de 4 × 200 m libre.
En marzo de 2025 dio positivo en un control antidopaje por furosemida y fue sancionada con una suspensión de dos años.

## Palmarés internacional
| Campeonato Europeo | Campeonato Europeo    | Campeonato Europeo | Campeonato Europeo    |
| Año                | Lugar                 | Medalla            | Prueba                |
| ------------------ | --------------------- | ------------------ | --------------------- |
| 2018               | Glasgow (Reino Unido) | Medalla de plata   | 4 × 200 m libre       |
| 2018               | Glasgow (Reino Unido) | Medalla de plata   | 4 × 200 m libre mixto |